# Extreme (jeu vidéo)
Pour les articles homonymes, voir Extreme (homonymie).
Extreme est un jeu vidéo sorti en 1991 sur Sinclair ZX Spectrum.
Ce jeu a été porté cette même année sur Amstrad CPC et Commodore 64.

## Portages et rééditions
- 1991 : Amstrad CPC (Conversion par : Richard NAYLOR) [2]

- 1991 : Commodore 64 (Conversion par : Enigma Variations) [3],[4]